# ゴビサウルス
ゴビサウルス (Gobisaurus) は中生代白亜紀前期の現中国大陸に生息した植物食恐竜の属の一つ。鳥盤目 - 曲竜下目 -アンキロサウルス科に属する。属名は「ゴビ砂漠のトカゲ」の意。
1986年から1990年にかけての「中国・カナダ恐竜プロジェクト」にて中華人民共和国内モンゴル自治区で産出された。

## 特徴
研究が進んでいるのは頭骨だけであるが、シャモサウルスに近い大型のアンキロサウルスの仲間とみられている。ただ頭骨の構造がシャモサウルスとも違い、新しい属とされている。